# Creu dels Cirerers
La Creu dels Cirerers, antigament anomenada Creu de Vallmoll, és una creu de terme situada a la rotonda de l'avinguda Barcelona amb el carrer de Lavern i el carrer de Sant Cugat Sesgarrigues, de Vilafranca del Penedès (Alt Penedès).

## Història
La primera documentació que en fa referència és del segle xv, que parla de la seva ubicació prop del camí que anava a Ferran, és a dir prop de la carretera de Barcelona, a la cruïlla del camí anomenat de les Barres Estretes o Pas del Francès. Hi ha documentació de l'any 1472 amb la denominació de Creu de Vallmoll. Segons Massanell (1983), aquesta denominació es correspon a aquesta creu i no a la de la Creueta, ja que el topònim de Vallmoll es trobava a prop del camí vell de Barcelona. L'any 1934 fou enderrocada i l'any 1949 es restableix al seu lloc. L'any 1951 una ventada la va tirar a terra. Les restes van passar a ser conservades al Museu Lapidari de Sant Francesc i posteriorment al Museu de Vilafranca.

## Descripció
De la creu original, refeta a la postguerra, només en queda el basament i el pedestal octogonals després de la ventada que la va aterrar l'any 1951. El basament està format per una base octogonal i dos esglaons, també octogonals i un plint. Fust octogonal i capitell de secció quadrada. Creu de tipus grec sense decoració central i flors en els braços.